# شیواگنز
شیواگنز (به فرانسوی: Chevagnes) یک کمون (فرانسه) در فرانسه است که در canton of Chevagnes واقع شده‌است. شیواگنز ۴۹٫۷۸ کیلومتر مربع مساحت دارد ۲۲۴ متر بالاتر از سطح دریا واقع شده‌است.